# Kliopsyllus gracilis
Kliopsyllus gracilis är en kräftdjursart som först beskrevs av C. B. Wilson 1932.  Kliopsyllus gracilis ingår i släktet Kliopsyllus och familjen Paramesochridae. Inga underarter finns listade i Catalogue of Life.